# Entomacrodus macrospilus
Entomacrodus macrospilus är en fiskart som beskrevs av Springer, 1967. Entomacrodus macrospilus ingår i släktet Entomacrodus och familjen Blenniidae. IUCN kategoriserar arten globalt som livskraftig. Inga underarter finns listade i Catalogue of Life.